# Vadonia bipunctata
Vadonia bipunctata är en skalbaggsart som först beskrevs av Fabricius 1781.  Vadonia bipunctata ingår i släktet Vadonia och familjen långhorningar.
Artens utbredningsområde är Kazakstan. Inga underarter finns listade i Catalogue of Life.